# 兵庫西農業協同組合
兵庫西農業協同組合（ひょうごにしのうぎょうきょうどうくみあい、通称JA兵庫西）は、兵庫県姫路市に本店を置く農業協同組合。

## 業務区域
- 兵庫県姫路市
- 兵庫県神崎郡神河町
- 兵庫県神崎郡福崎町
- 兵庫県神崎郡市川町
- 兵庫県たつの市
- 兵庫県揖保郡太子町
- 兵庫県宍粟市（旧山崎町の区域のみ）
- 兵庫県赤穂郡上郡町
- 兵庫県佐用郡佐用町
- 兵庫県赤穂市
- 兵庫県相生市（若狭野町、矢野町の区域のみ）

## 拠点
- 本店
  - 兵庫県姫路市三左衛門堀西の町216
- 姫路東部統括部
  - 姫路市花田町加納原田937
- 姫路東部営農生活センター
  - 姫路市豊富町御蔭964-1
- 姫路西部統括部
  - 姫路市林田町下伊勢418
- 姫路西部営農生活センター
  - 姫路市林田町林谷192
- 神飾統括部
  - 神崎郡福崎町福崎新145-1
- 神飾営農生活センター
  - 神崎郡福崎町福崎新432
- 揖宍統括部
  - たつの市揖西町小神字辻ノ堂1044-1
- 揖龍営農生活センター
  - たつの市揖西町竹万97
- しそう営農生活センター
  - 宍粟市山崎町今宿101-1
- 赤佐統括部
  - 赤穂郡上郡町大持366-1
- 西播磨営農生活センター
  - 赤穂郡上郡町上郡51-1
- 佐用営農生活センター
  - 佐用郡佐用町円応寺450